# Seleção da Córsega de Futebol
A Seleção da Córsega de Futebol representa a Córsega em algumas competições amadoras de futebol. Não é afiliada à FIFA nem à UEFA.
Oficialmente, a seleção disputou 16 amistosos (7 foram contra equipes filiadas à FIFA e 9 contra seleções não-integrantes da entidade): o primeiro, em 1967, foi contra a França, país que administra a ilha, e que terminou com vitória dos corsos por 2 a 0. Após 31 anos, disputou um amistoso preparatório contra Camarões (vitória africana por 1 a 0); outro em 2009, contra o Congo; dois amistosos em 2010, contra Gabão e Bretanha, e outro em 2011, contra a Bulgária. e também enfrentou um combinado de jogadores internacionais, em 2012. Entre times de futebol, fez três partidas, contra Nice (1962), Stade de Reims (1963) e Juventus (1992).
Após 4 anos de inatividade, voltou a entrar em campo contra Burkina Faso, vencendo também por 1 a 0.
Sem estádio fixo, a seleção da Córsega manda seus jogos nos principais estádios da ilha (Armand Césari, em Bastia, François-Coty, em Ajaccio, e Ange Casanova, também em Ajaccio).

## Equipe
Jogadores convocados para a Copa da Córsega (torneio amistoso que teve as participações de Sardenha, Sicília e São Martinho Francês, em maio de 2024.
| n° | Jogador                   | Posição       | Jogos (gols) | Clube              |
| -- | ------------------------- | ------------- | ------------ | ------------------ |
|    | Ghjuvanni Quilichini      | Goleiro       | 2 (0)        | Avranches          |
|    | François-Joseph Sollacaro | Goleiro       | 3 (0)        | Ajaccio            |
|    | Sacha Contena             | Goleiro       | 1 (0)        | Ajaccio            |
|    | Adrien Pianelli           | Defensor      | 3 (0)        | AS Furiani-Agliani |
|    | Thomas Berenguier         | Defensor      | 3 (0)        | AS Furiani-Agliani |
|    | Julien Célestine          | Defensor      | 0 (0)        | Concarneau         |
|    | Yohan Bocognano           | Defensor      | 9 (1)        | Bastelicaccia      |
|    | Thibault Valéry           | Defensor      | 2 (0)        | AS Furiani-Agliani |
|    | Lucas Pellegrini          | Defensor      | 2 (0)        | Nancy              |
|    | Tony Strata               | Defensor      | 2 (0)        | Ajaccio            |
|    | Anthony Roncaglia         | Meio-campista | 2 (0)        | SC Bastia          |
|    | Jean-François Grimaldi    | Meio-campista | 9 (0)        | Gallia Lucciana    |
|    | Rémy Cabella              | Meio-campista | 6 (1)        | Lille              |
|    | Christophe Vincent        | Meio-campista | 5 (0)        | SC Bastia          |
|    | Paul-Antoine Finidori     | Meio-campista | 2 (0)        | Balagne            |
|    | Julien Prenant-Caporossi  | Meio-campista | 2 (0)        | Ajaccio            |
|    | Vincent Marchetti         | Meio-campista | 2 (0)        | Paris FC           |
|    | Félix Tomi                | Atacante      | 3 (1)        | SC Bastia          |
|    | Benjamin Santelli         | Atacante      | 9 (5)        | SC Bastia          |
|    | Enzo Célestine            | Atacante      | 1 (0)        | Persipura Jayapura |
|    | Laurent Pomponi           | Atacante      | 2 (0)        | Gazélec Ajaccio    |
|    | Ryan Contena              | Atacante      | 0 (0)        | Ajaccio            |
|    | Anthony Fosse             | Atacante      | 2 (0)        | Ajaccio            |
|    | Christopher Ibayi         | Atacante      | 1 (0)        | Ajaccio            |

## Principais jogadores
- Nicolas Penneteau
- Sébastien Squillaci
- François Modesto
- Mathieu Flamini
- Johan Cavalli
- Gary Coulibaly
- Jean-Jacques Mandrichi
- Rémy Cabella